# ストラスブール駅
ストラスブール駅（ストラスブールえき、フランス語: Gare de Strasbourg-Ville）は、フランス・グランテスト地域圏アルザス欧州自治体（バ＝ラン県）ストラスブールの市街地そばに位置する駅である。
通称、中央駅（gare centrale）。
1883年、旧ストラスブール駅に代わって、ドイツ帝国支配下のもと開業。乗り入れる5路線の内、1路線は国際路線である。フランス国鉄の駅であり、地域列車、国内列車のみならず、国際列車も発着する。同時に、ストラスブール自治体連合にとって主要乗換駅である。旅客者数に関しては、パリ周辺を除いて、リヨン・パール＝デュー駅、リール＝フランドル駅に次いで、フランス国内第3位に位置する。
LGV東ヨーロッパ線が2007年に開通したことに伴い、大規模な改修が行われた。コンコース面積を拡大する必要があったが、駅舎は歴史的建造物であったため、駅舎前面全体をガラス張りの大屋根で包み込み、駅前広場の一部を屋内コンコースとしてリニューアルした。

## 利用可能な鉄道路線

### 高速鉄道
- ICE
  - シュトゥットガルト－カールスルーエ－ストラスブール－パリ
  - フランクフルト・アム・マイン－マンハイム－カールスルーエ－ストラスブール－パリ
- TGV inOui
  - シュトゥットガルト－カールスルーエ－ストラスブール－パリ（ミュンヘン始発または終点の列車もあり）
  - フランクフルト・アム・マイン－マンハイム－カールスルーエ－ストラスブール－パリ
  - フライブルク・イム・ブライスガウ－ストラスブール－パリ
  - コルマール－ストラスブール－パリ
  - ストラスブール－パリ（ナンシー経由の列車もあり）
  - ストラスブール－マルヌ＝ラ＝ヴァレ－マッシー－ボルドー
  - ストラスブール－マルヌ＝ラ＝ヴァレ－マッシー－ナント（パリ＝シャルル・ド・ゴール空港経由の列車もあり）
  - ストラスブール－マルヌ＝ラ＝ヴァレ－マッシー－レンヌ（パリ＝シャルル・ド・ゴール空港経由の列車もあり）
  - ストラスブール－パリ＝シャルル・ド・ゴール空港－リール／ブリュッセル
  - フランクフルト・アム・マイン－マンハイム－カールスルーエ－ストラスブール－ミュルーズ－リヨン－マルセイユ
  - ルクセンブルク－メス－ストラスブール－ミュルーズ－ディジョン－リヨン－マルセイユ
  - ルクセンブルク－メス－ストラスブール－ミュルーズ－ディジョン－リヨン－モンペリエ
  - メッツ－ストラスブール－ミュルーズ－ディジョン－リヨン－モンペリエ
  - ナンシー－ストラスブール－ミュルーズ－ディジョン－リヨン－マルセイユ－トゥーロン－ニース
- Ouigo
  - ストラスブール－パリ（メス経由の列車もあり）

### 夜行列車
ナイトジェットが運航する夜行列車が、週に3回、ウィーン－リンツ－ザルツブルク－ミュンヘン－カールスルーエ－ストラスブール－パリを結ぶ。

### 地域列車
地域列車としては、グランテスト地域圏急行輸送（TER Grand Est）によって旅客運航がなされている。
- ストラスブール - ミュルーズ - バーゼル
- ストラスブール - エルスタン - セレスタ - ミュルーズ
- ストラスブール - サベルヌ - サールブール（一部列車はサベルヌ止まり）
- ストラスブール - アグノー
- ストラスブール - アグノー - ニーデルブロン＝レ＝バン（ビチュまでは、終点でTERバスに乗換が必要）
- ストラスブール - サルグミーヌ - ザールブリュッケン（一部列車は、サルグミーヌ止まり）
- ストラスブール - オベルネ - バール - セレスタ（一部列車は、オベルネまたはバール止まり）
- ストラスブール - サール - サン＝ディエ＝デ＝ボージュ - エピナル（一部列車は、ロト、サールまたはサン＝ディエ＝デ＝ボージュ止まり）
- ストラスブール - ロテルブール（ベルト・アム・ラインまでは、ドイツ鉄道の列車への乗換が必要であり、TERによる直通は、5月から10月までの土日祝日のみ。一部列車はレシュボークまで運行）
- ストラスブール - ケール - オッフェンブルク（オルテナウ近郊鉄道（OSB: Ortenau-S-Bahn）でも運航。夏のバカンスを除き、平日のTERはクリメリ＝メイノ駅始発）
- ストラスブール - ナンシー（パリ始発または終着の列車もあり）
- ストラスブール - メス
- ストラスブール - エントザイム＝空港 - モルスアイム
- ストラスブール - アグノー - ビサンブール（ノイシュタット・アン・デア・バインシュトラーセまでは、ドイツ鉄道への乗換が必要）

ラッシュアワー時（土日祝日を除く）には、サルグミーヌ - クリメリ＝メイノ駅間の列車が存在。

### 特別列車
- ブリュッセル - ストラスブール（ストラスブールの欧州議会議事堂で行われる本会議の際に、欧州議会議員及びそのスタッフ専用の直行電車がタリスによって運航される。）
- ストラスブール - ルルド（毎年行われる巡礼に際して、TGVによって運航される）
- バーゼル・ファスナハトに際して、TERの夜間運転を実施。
- ストラスブール - ビシュハイム整備場（整備場職員用に、TERの車両で毎日往復運航がなされている。）

## 交通機関

### 近郊公共交通機関
ストラスブール駅は、ストラスブール交通会社が運航するトラム5路線と乗換可能である。トラムのA線、D線、C線は「中央駅停留所」（A線、D線は駅の地下、C線は地上に存在）から、B線、F線は、ストラスブール駅から350m離れたFaubourg national停留所から乗換可能である。
バス路線も4系統（G系統、H系統、2系統、10系統）、ストラスブール駅前から乗車可能である。